# Zanesfield
Zanesfield – wieś w Stanach Zjednoczonych, w stanie Ohio, w hrabstwie Logan.